# Rühstädt
Rühstädt es un municipio situado en el distrito de Prignitz, en el estado federado de Brandeburgo (Alemania), a una altitud de 20 metros. Su población a finales de 2016 era de unos 500 habs. y su densidad poblacional, 15 hab/km².
```
Rühstäd fue declarado  en 1996 Pueblo Europeo de las Cigüeñas por el Fondo Patrimonio Natural Europeo , debido a su numerosa colonia de cigüeñas blancas. Es la única localidad alemana que tiene a día de hoy ese título.
```